# Vlaamse Volksbeweging
De Vlaamse Volksbeweging (afgekort VVB) is een partij-onafhankelijke vereniging ontstaan in 1956. De Vlaamse Volksbeweging is de middenveldorganisatie van de Vlaamse beweging en streeft naar Vlaamse onafhankelijkheid. De VVB houdt er goede contacten op na met de meeste Vlaamse politieke partijen, haar leden zijn dan ook afkomstig uit het volledige politieke spectrum.

## Vlaamse vrijheidsbeweging
De VVB heeft algemeen genomen één doel: "de VVB streeft naar de maatschappelijke, culturele en politieke ontvoogding van Vlaanderen tot een onafhankelijke staat in Europa". Ze organiseert verschillende acties, neemt deel aan demonstraties en tracht het debat over Vlaamse onafhankelijkheid te voeren via haar kanalen. Zo wijst men geregeld naar het democratisch deficit van België, de miljardentransfers van Vlaanderen naar Wallonië en waakt ze over de toepassing van de taalwetgeving in Brussel en de Vlaamse rand. Zelf noemt ze zich: "de vrijheidsbeweging van Vlaanderen".
De Vlaamse Volksbeweging is officieel erkend en wordt gesubsidieerd vanuit de Vlaamse overheid als socio-culturele vereniging. Ze werkt met lokale afdelingen en heeft specifieke werkgroepen rond taal, cultuur en onafhankelijkheid. Hieruit ontstond het eerste witboek Vlaamse Staatsvorming, dit in navolging van het Schotse witboek voor onafhankelijkheid.
De beweging manifesteert zich zowel op sociale media als op straat. Ze publiceert ook een maandelijks ledenblad, Onaf, en onderhoudt goede banden met andere onafhankelijkheidsbewegingen zoals in Schotland en Catalonië. De Vlaamse Volksbeweging is een actieve promotor van de Vlaamse identiteit.

## Geschiedenis
De VVB ontstond in 1956 als onafhankelijke en pluralistische pressiegroep onder voorzitterschap van Maurits Coppieters. Op een VVB-congres in 1962 lanceerde toenmalig politiek secretaris Wilfried Martens voor het toen nog unitaire België de idee van een unionistisch federalisme. In 1989 werd Peter De Roover voorzitter van de VVB, hij zou later de overstap maken naar de N-VA. Ook Jan Jambon was oorspronkelijk geëngageerd bij de Vlaamse Volksbeweging.
In 2019 hield de VVB een campagne: 'MaxiFlandria', een pleidooi voor een eigen Vlaamse grondwet. In 2020 deed de Vlaamse Volksbeweging een bevraging bij de verschillende Vlaamse politieke partijen, hieruit bleek dat er een Vlaamse meerderheid was om van de Vlaamse feestdag een betaalde feestdag te maken. Bij het aantreden van de federale regering De Croo I werd onderhandeld dat de deelstaten elk hun eigen betaalde feestdag konden introduceren.
De VVB onderging in 2021 een metamorfose, ze kreeg een nieuw logo en huisstijl. Ze publiceerde ook een filmpje: 'kleurig en Vlaams', waarbij Vlamingen met een buitenlandse afkomst te zien waren. Ook publiceerde de VVB een reeks podcasts over Vlaamse onafhankelijkheid met onder anderen professor Jan Degadt, Jürgen Constandt, professor Matthias Storme en professor Bart Maddens.

## Europese samenwerking

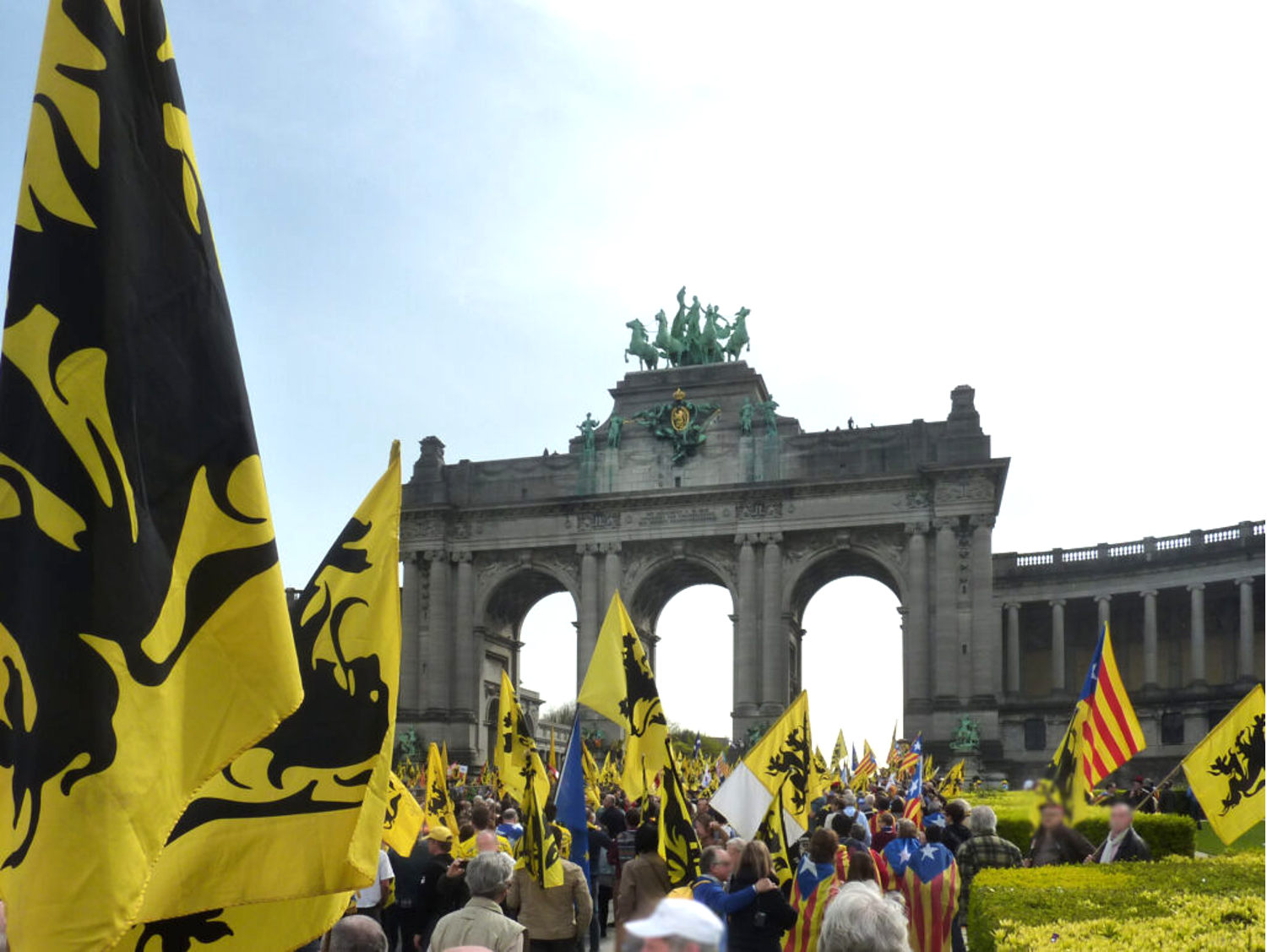

De VVB is mede-oprichter van EPI (European Partnership for Independence) en ICEC (International Commission of European Citizens). In dit samenwerkingsverband organiseerde de VVB mee in Brussel op 30 maart 2014 een internationale betoging met ruim 5.000 betogers voor zelfbeschikking en onafhankelijkheid. De jaarlijkse bevlagging van de Ronde van Vlaanderen waarbij zo’n 70 000 leeuwenvlaggetjes onder de kijkers worden verdeeld, is de manifestatie waarbij de VVB zich het duidelijkst manifesteert als promotor van een Vlaamse identiteit.

## Voorzitters
| Periode     | Naam                 |
| ----------- | -------------------- |
| 1957 - 1963 | Maurits Coppieters † |
| 1963 - 1980 | Paul Daels †         |
| 1981 - 1989 | Jaak Van Waeg †      |
| 1989 - 1998 | Peter De Roover      |
| 1998 - 2000 | Ivan Mertens †       |
| 2000 - 2004 | Guido Moons          |
| 2004 - 2007 | Rita De Bont         |
| 2007 - 2009 | Eric Defoort †       |
| 2010 - 2013 | Guido Moons          |
| 2013 - 2018 | Bart De Valck        |
| 2018 - 2023 | Hugo Maes            |
| 2023        | Michael Discart      |

## Kritiek
In 2013 werd het magazine Doorbraak losgekoppeld van de VVB en werd het een zelfstandig medium. Interne conflicten zouden aan de basis liggen.
In 2018 nam Bart De Valck ontslag als voorzitter, omdat hij te nauwe banden zou onderhouden met bepaalde politieke partijen. Zoals de Vlaamse beweging had de VVB in het verleden ook moeilijkheden om zich pluralistisch op te stellen en was ze altijd gelinkt aan louter de Vlaams-nationale partijen. Door het ontslag van De Valck werd duidelijk dat de Vlaamse Volksbeweging nog steeds moeilijkheden zou hebben om zich pluralistisch op te stellen. Verschillende figuren uit de Vlaamse beweging en daarbuiten benadrukken geregeld de moeilijkheden binnen de Vlaamse beweging, als 'verdeelde' beweging.